# ポリエチレンテレフタラート

PETの樹脂識別コード

ポリエチレンテレフタラート（英: polyethylene terephthalate）は、ポリエステルの一種である。ポリエチレンテレフタレートとも呼ばれる。
略称は頭字語でPETと綴り、日本語では「ペット」、英語では「ピーイーティー」と読む。ペットボトルの名称はこれに由来する。
アメリカ合衆国では「ダクロン」（デュポンの商標）、日本では「テトロン」（帝人と東レの共同商標）、イギリスでは「テリレン」とも言う。

## 概要
下式のようにエチレングリコール (HO-CH2-CH2-OH) とテレフタル酸の脱水縮合により作られ、エステル結合が連なっているポリエステルとなる。このエステル結合の生成はテレフタル酸ジメチルとのエステル交換反応でも可能である。
芳香環を有するとともに分子鎖が直線になりやすいことから、分子鎖が流動性をもつ温度では、芳香環や分子鎖の配向が起こりやすく、結晶部分を作りやすい。
このような結晶性樹脂としての特性を生かした各種用途に用いられている。非晶部分が流動性をもち軟化するガラス転移温度が約80℃、結晶部分も流動する融点が約264℃である。

## 結晶化
- 非晶性ポリエチレンテレフタレート (A-PET, Amorphous PolyEthylene Terephthalate)
結晶化させていないもの。耐熱温度は、ガラス転移点温度と同等の75℃程度。
- 結晶性ポリエチレンテレフタレート (C-PET, Crystallized PolyEthylene Terephthalate)
添加剤と加熱延伸を施して結晶化させたもの。透明度は落ちるものの、耐熱温度は結晶融点に近い220℃程度まで高めることができる。
- グリコール変性ポリエチレンテレフタレート(PET-G, Glycol-modified PolyEthylene Terephthalate)
非晶性ポリエチレンテレフタレートの経年変化による結晶化の防止を目的として、エチレングリコールの3〜4割をシクロヘキサンジメタノールに置き換えたもの。耐熱温度は200℃程度。強度・成形性は高いものの、耐候性が低く紫外線で劣化しやすいため屋外に設置する設備での使用には向かない。

## 利用
飲料容器として知られるペットボトルのほか、フィルム・磁気テープの基材、衣料用の繊維など（フリースなど）に用いられる。
熱可塑性の合成繊維の中では、その結晶性から比較的熱に強く、生産量も最も多い。そのため、ペットボトルから繊維へといったリサイクルが比較的普及している樹脂でもある。
結晶性ポリエチレンテレフタレートは、加温用の飲料容器やレーザープリンター用のOHPシートなどに使われている。グリコール変性ポリエチレンテレフタレートは、厚肉成型品や厚肉板などに使われているほか、比較的耐熱温度が高い性質や強度の高さを利用し食器洗い機を多用する外食業界向けにガラス製品の代用として採用される。
2016年にポリエチレンテレフタラートを分解する細菌イデオネラ・サカイエンシスが見つかった。この細菌からはポリエチレンテレフタラートを分解する酵素ペターゼが発見されているが、2018年にはペターゼよりも分解能力に優れた酵素の作成に成功している。2020年4月8日にフランスのトゥールーズ大学の研究者たちは、リサイクルなどの応用に適している酵素が開発されたことを発表した。